# Roden Crater

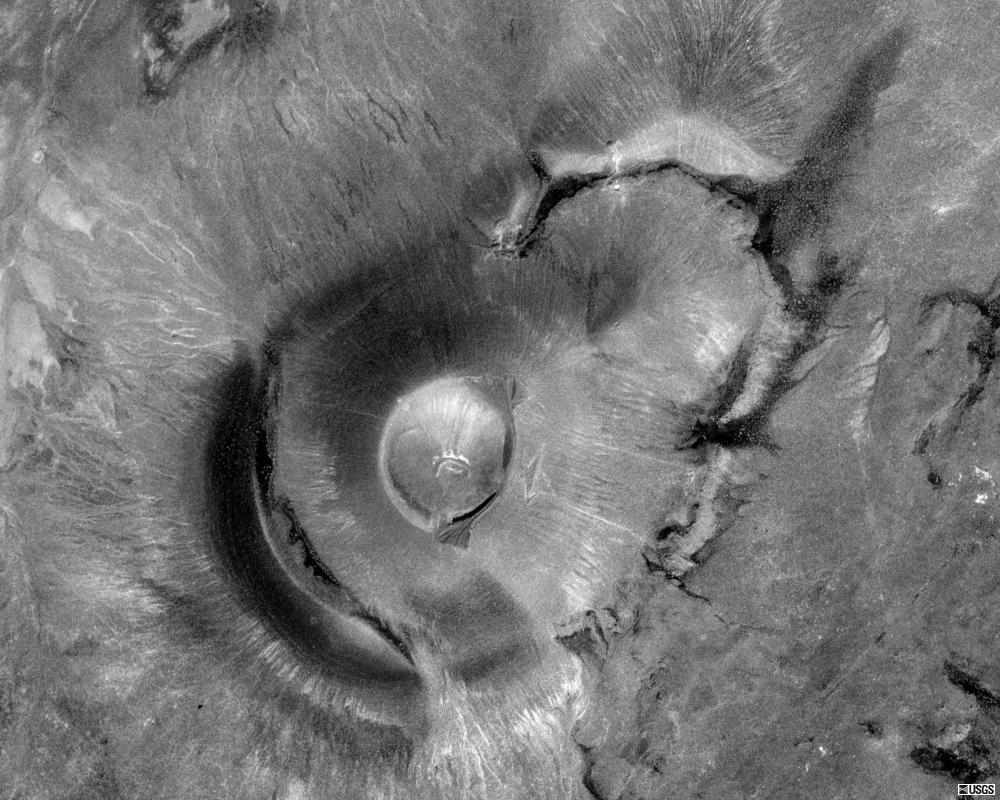
Satellitenbild von Roden Crater

Der Roden Crater ist ein ca. 400.000 Jahre alter erloschener Vulkan im Vulkanfeld der San Francisco Peaks bei Flagstaff, Arizona.

## Kunstprojekt
Der Land-Art-Künstler James Turrell suchte 1974 mit dem Flugzeug einen für ein Projekt geeigneten Berg. Er fand ihn im Roden Crater und unter großen Schwierigkeiten gewann er in den 1970er Jahren Geldgeber für einen Kauf. Er installiert hier seit 1974 ein gewaltiges Wahrnehmungskunstobjekt, das den Vulkan durchzieht. In den Vulkanbauch hat Turrell ein Netz von Gängen und Zimmern hineingefräst, durch astronomisch berechnete, zum Himmel ausgerichtete Öffnungen dringt das Licht einzelner Himmelskörper ins Innere des Kraters, wo es von Objekten aufgefangen und widergespiegelt wird und so Formen nur aus Licht im Raum entstehen. Seine Skyspaces reagieren vor allem auf verschiedene Qualitäten von Licht, aber auch auf Klänge, sein Ziel ist eine synästhetische Erkenntnisarchitektur, die Menschen beim Betrachten ihrer eigenen Wahrnehmung hilft. Ein Besuch ist in begrenztem Umfang gegen eine Spende von 5000 USD möglich. Weitere Kosten für Unterkunft, Verpflegung und Führung belaufen sich auf 1500 USD, sodass insgesamt Kosten von 6500 USD pro Person anfallen.